# Tricarinodynerus arabicus
Tricarinodynerus arabicus är en stekelart som beskrevs av Guichard 1986. Tricarinodynerus arabicus ingår i släktet Tricarinodynerus och familjen Eumenidae. Inga underarter finns listade i Catalogue of Life.